# Ewald Gerhardt
Ewald Gerhardt (* 1947) ist ein deutscher Mykologe, Naturfotograf und Autor. Sein offizielles botanisches Autorenkürzel lautet „Ew. Gerhardt“.

## Leben
Ewald Gerhardt studierte und promovierte an der Freien Universität Berlin im Fachgebiet Mykologie. In seiner Diplomarbeit untersuchte Gerhardt die Höheren Pilze des Naturschutzgebietes Langes Luch in Berlin. Seit 1976 ist er Mitglied der Deutschen Gesellschaft für Mykologie. Seine Promotion hatte die Taxonomie der Pilzgattungen Panaeolus und Panaeolina (Düngerlinge) zum Inhalt.
Ewald Gerhardt war danach 25 Jahre als Berater für Großpilze am Botanischen Garten in Berlin tätig. Bereits als Student schrieb er sein erstes Pilzbuch für den BLV-Verlag, dem weitere folgten, auch über Insekten und Beeren. Sein Naturinteresse (hauptsächlich Botanik und Entomologie) steht im Einklang mit der Naturfotografie, die er bis heute ausübt.
Mehr als 10 Pilzbestimmungsbücher sind bisher von ihm erschienen. Einige Titel davon wurden bereits in bis zu 8 europäische Sprachen übersetzt.
Ihm zu Ehren wurde eine Pilzgattung benannt als Gerhardtia.

## Werke (Auswahl)
Bücher
- Ewald Gerhardt: Röhrlinge, Porlinge, Bauchpilze, Schlauchpilze und andere. In: Pilze. Spektrum der Natur (= BLV Intensivführer). Band 2. BLV, München / Wien / Zürich 1985, ISBN 3-405-12965-6.
- Ewald Gerhardt: Pilze. Treffsicher bestimmen mit dem 3er-Check. 3. Auflage. BLV, 2004, ISBN 3-405-16128-2.
- Ewald Gerhardt: BLV-Handbuch Pilze. BLV, München 2006, ISBN 3-8354-0053-3.
- Ewald Gerhardt: Der große BLV-Pilzführer für unterwegs. 5. Auflage. BLV, München 2011, ISBN 978-3-8354-0644-5.
- Ewald Gerhardt: Pilzführer für Einsteiger. BLV Buchverlag, München 2018, ISBN 978-3-8354-1675-8.
- Ewald Gerhardt: Das große BLV Handbuch Insekten. Buchverlag, München 2021, ISBN 978-3-96747-048-2.

Aufsätze:
- Ewald Gerhardt: Kristall-Zitterling (Tremella mesenterica f. crystallina). In: E. Dietenberger (Hrsg.): (= Beiträge zur Kenntnis der Pilze Mitteleuropas. Band 11). Einhorn, Schwäbisch Gmünd 1997, ISBN 3-927654-59-0, S. 33.